# Coopérative agricole des huiles essentielles de Bourbon
 (mai 2014).
| \| Géolocalisation de la CAHEB · localisation \| Géolocalisation de la CAHEB |
| Géolocalisation de la CAHEB · localisation                                   |

La CAHEB  (Coopérative Agricole des Huiles Essentielles de Bourbon) est une structure visant à une meilleure gestion de la production et de la vente des huiles essentielles produites à La Réunion.

## Historique
La CAHEB a été créée en 1963 par des producteurs et exportateurs d'huiles essentielles (il y a environ 400 adhérents) afin de réguler le prix de vente de ces dernières. Jusqu'alors, la quantité produite et le prix à l'exportation étaient sujets à de fortes variations. Cela entraînait forcément de la spéculation de la part des gros producteurs qui attendaient la montée des cours pour vendre. La majorité des planteurs se sont donc réunis en coopérative afin d'organiser la production et la vente des huiles essentielles.

## Le rôle de la CAHEB
La CAHEB a pour rôle d'organiser la mise sur le marché des huiles essentielles produites à la Réunion. La majeure partie de la production est  vendue aux grands parfumeurs.  Il s'agit des huiles de vétiver, de géranium rosat et de baie rose. La coopérative garantit aux producteurs l'achat de leur production à un prix fixé.  En contrepartie, les producteurs s'engagent à livrer  la totalité de leur production d'une huile de qualité.
De plus en plus, la CAHEB a également  un rôle d'assistance technique. Elle aide les agriculteurs pour l'achat de  machines agricoles, d'alambics... Le but est de mécaniser au maximum la production afin d'en augmenter la productivité tout en conservant la qualité des huiles, réputées comme les meilleures au monde, notamment pour le géranium rosat et le Vétiver Bourbon.
En 2008, sous l'égide de l'Agence de développement, la coopérative signe un accord de partenariat avec une entreprise jeune pousse du Canada qui prévoit d'incorporer l'huile de géranium réunionnaise dans une préparation à destination de personnes diabétiques.

## La SARL CAHEB
La CAHEB a créé une SARL en 2003, le gérant est Bernard Mondon. Cette SARL a pour but principal de promouvoir les huiles essentielles de la Réunion auprès du public réunionnais et des touristes. Le but est également la vente d'huiles essentielles de La Réunion ou d'ailleurs aux visiteurs. 
Sur place, au Tampon (Sud de l'île) existe un local proposant, en dehors de  la vente d'huiles essentielles, des ateliers de découverte gustative et olfactive. Dans le jardin, on peut découvrir, seul ou accompagné, les différentes plantes à l'origine des huiles essentielles mais également des épices. 
LA CAHEB propose, par ailleurs, des ateliers de découverte aux plus jeunes, lors de visites scolaires ou dans le cadre de classes APAC. La SARL est  également présente lors de manifestations culturelles comme les Florilèges où le public peut observer un alambic en activité.

## Liens externes

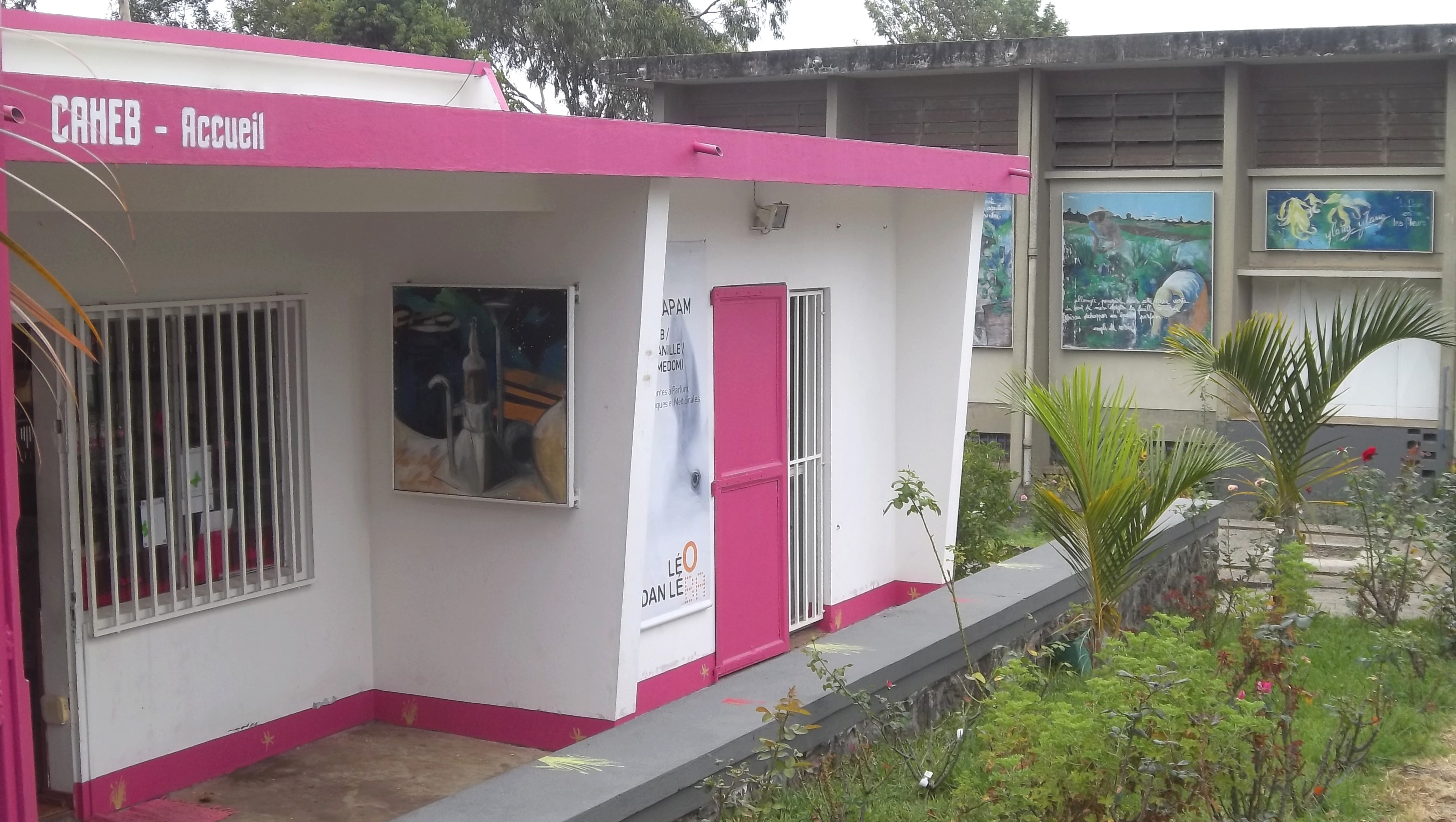
Accueil de la CAHEB
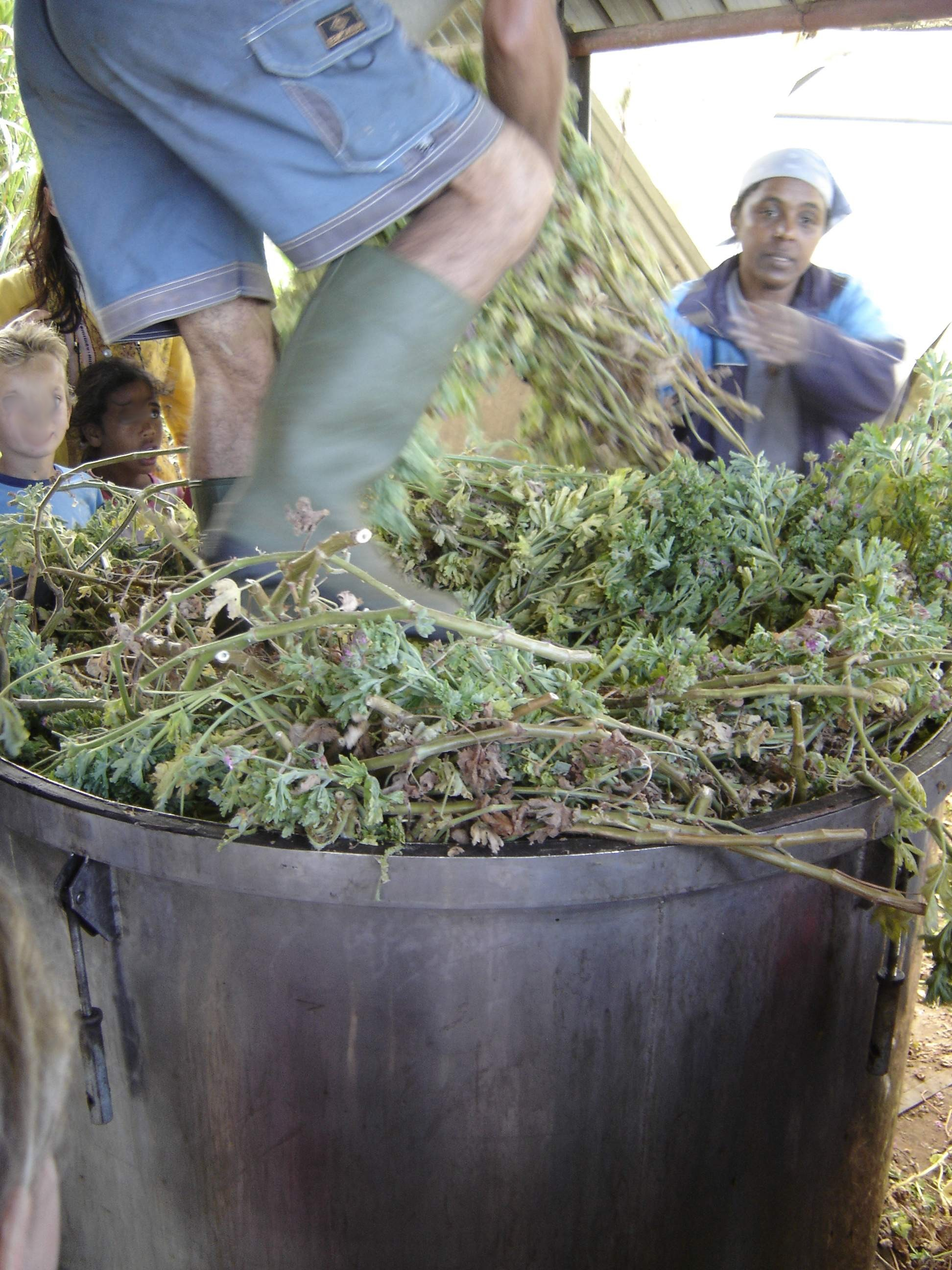
Cuite du géranium, dans les Hauts du Tampon
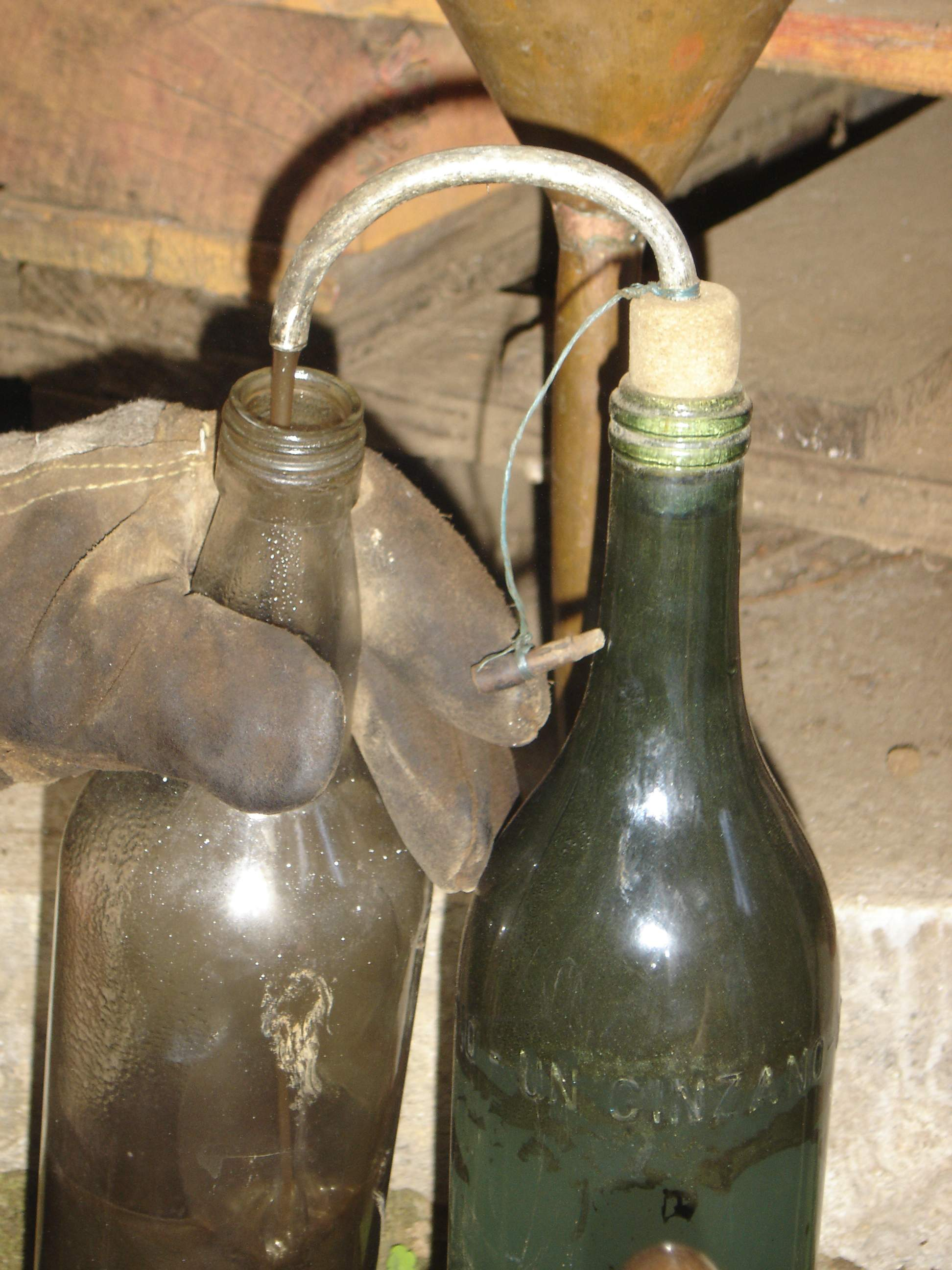
Huile essentielle récoltée et destinée à la CAHEB (Grand Tampon les Hauts)